# Campionati europei di atletica leggera indoor 2017 - Salto con l'asta maschile

## Podio
| Pos.    | Atleta                 | Nazionalità |
| ------- | ---------------------- | ----------- |
| Oro     | Piotr Lisek            | Polonia     |
| Argento | Konstadínos Filippídis | Grecia      |
| Bronzo  | Paweł Wojciechowski    | Polonia     |

## Record
| Record                | Record            | Record | Record                 | Record           |
| --------------------- | ----------------- | ------ | ---------------------- | ---------------- |
| Record del Mondo      | Renaud Lavillenie | 6,16 m | Donec'k, Ucraina       | 15 febbraio 2014 |
| Record europeo        | Renaud Lavillenie | 6,16 m | Donec'k, Ucraina       | 15 febbraio 2014 |
| Record dei campionati | Renaud Lavillenie | 6,04 m | Praga, Repubblica Ceca | 7 marzo 2015     |

## Programma
| Data         | Ora   | Turno  |
| ------------ | ----- | ------ |
| 3 marzo 2017 | 17:00 | Finale |

## Risultati

### Finale
La finale è iniziata alle 17:00 di venerdì 3 marzo.
| Posizione | Atleta                 | Nazione   | 5,35 m | 5,50 m | 5,60 m | 5,70 m | 5,75 m | 5,80 m | 5,85 m | 5,90 m | Risultato | Note                                     |
| --------- | ---------------------- | --------- | ------ | ------ | ------ | ------ | ------ | ------ | ------ | ------ | --------- | ---------------------------------------- |
| 1         | Piotr Lisek            | Polonia   | o      | o      | o      | o      | x-     | o      | o      | xxx    | 5,85 m    |                                          |
| 2         | Konstadínos Filippídis | Grecia    | xo     | o      | o      | o      | x-     | xo     | o      | xxx    | 5,85 m    | Record nazionale                         |
| 3         | Paweł Wojciechowski    | Polonia   | o      | o      | o      | xo     | –      | –      | xxo    | xxx    | 5,85 m    | Miglior prestazione personale stagionale |
| 4         | Jan Kudlička           | Rep. Ceca | –      | o      | –      | o      | o      | o      | xxx    |        | 5,80 m    | Miglior prestazione personale stagionale |
| 5         | Raphael Holzdeppe      | Germania  | –      | –      | o      | o      | x-     | o      | xxx    |        | 5,80 m    | Miglior prestazione personale stagionale |
| 6         | Axel Chapelle          | Francia   | xo     | o      | xo     | o      | o      | o      | xxx    |        | 5,80 m    | Miglior prestazione personale stagionale |
| 7         | Ivan Horvat            | Croazia   | xo     | o      | xo     | o      | o      | xxx    |        |        | 5,75 m    |                                          |
| 8         | Mareks Ārents          | Lettonia  | o      | xo     | o      | xxx    |        |        |        |        | 5,60 m    | Miglior prestazione personale stagionale |
| 8         | Stanley Joseph         | Francia   | o      | xo     | o      | xxx    |        |        |        |        | 5,60 m    |                                          |
| 10        | Kévin Menaldo          | Francia   | –      | o      | xo     | xxx    |        |        |        |        | 5,60 m    |                                          |
| 11        | Emmanouīl Karalīs      | Grecia    | o      | o      | xxx    |        |        |        |        |        | 5,50 m    |                                          |
|           | Florian Gaul           | Germania  |        |        |        |        |        |        |        |        | dns       |                                          |